# Подхрушка
Подхрушка (словен. Podhruška) — поселення в общині Камник, Осреднєсловенський регіон, Словенія. Висота над рівнем моря: 426,6 м.